# Ogígia

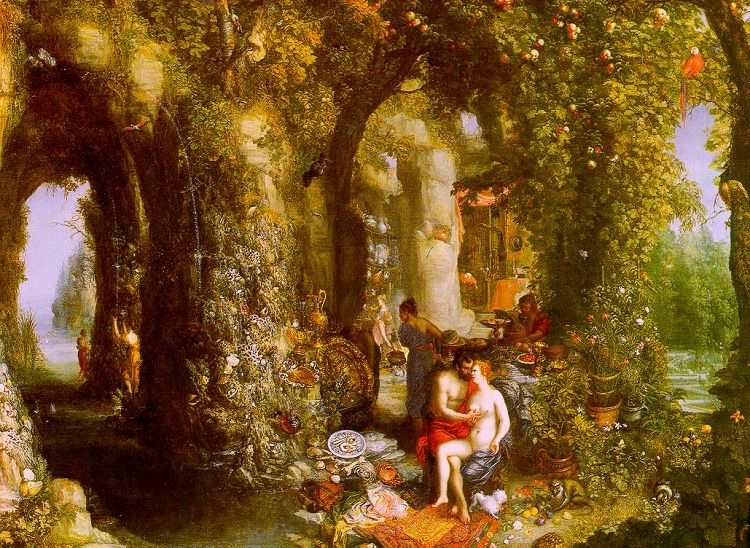
Odisseu e Calypso nas cavernas de Ogygia. Pintura de Jan Brueghel (1568 - 1625)

Ogígia ou Ogygia (do grego Ὠγυγίη or Ὠγυγία), é uma ilha mencionada por Homero na Odisseia livro V como o repouso da ninfa Calipso, a filha do Titã Atlas, conhecido também como Atlantis (Ατλαντίς) no grego antigo. Em Ogygia, Calipso deteve Odisseu por sete anos. Entretanto, a pedido de Atena, protetora de Odisseu, Zeus decretou que Calipso deixasse o herói partir. Hermes levou à Calipso a ordem de Zeus e Odisseu abandonou a ilha em uma pequena balsa.

## Cultura popular
Na série de livros de Rick Riordan, Percy Jackson & the Olympians, Percy filho de Poseidon é aprisionado nessa ilha junto  Calipso. Calipso apaixona-se pelo herói, e conta que quando um novo herói  aparece na ilha, mesmo sabendo que ele não pode ficar, tenta convencê-lo a permanecer com ela. Diz, também, que são as Parcas que enviam esse herói, apenas para a deixar com o coração partido. Ogígia é uma ilha isolada e um paraíso, onde tudo é perfeito. 
Também no universo de Rick Riordan outro semideus vai para Ogígia. Esse é Leo Valdez, filho de Hefesto, um dos amigos que Percy faz na série Os Heróis do Olimpo. Leo acaba se apaixonando por Calipso, prometendo voltar para a levar com ele. No último livro, o filho de Hefesto salva-a com seu dragão de bronze, Festus.